# أفاتار: فرونتيرز أوف باندورا
أفاتار: فرونتيرز أوف باندورا (بالإنجليزية: Avatar: Frontiers of Pandora)‏ هي لعبة عالم مفتوح، منظور شخص أول وأكشن-مغامرات من تطوير شركة يوبي سوفت ماسيف ونشر يوبي سوفت. أصدرت على منصات مايكروسوفت ويندوز، بلاي ستيشن 5، جوجل ستاديا، أمازن لونا وإكس بوكس سيريس إكس وسيريس أس بتاريخ 7 ديسمبر، 2023.

## وصلات خارجية
- أفاتار: فرونتيرز أوف باندورا على موقع IMDb (الإنجليزية)